# Вілксвілл (Огайо)
Вілксвілл (англ. Wilkesville) — селище (англ. village) в США, в окрузі Вінтон штату Огайо. Населення — 116 осіб (2020).

## Географія
Вілксвілл розташований за координатами 39°4′35″ пн. ш. 82°19′36″ зх. д. / 39.07639° пн. ш. 82.32667° зх. д. (39.076457, -82.326551).  За даними Бюро перепису населення США в 2010 році селище мало площу 0,76 км², з яких 0,76 км² — суходіл та 0,00 км² — водойми.

## Демографія
Згідно з переписом 2010 року, у селищі мешкало 149 осіб у 69 домогосподарствах у складі 43 родин. Густота населення становила 196 осіб/км².  Було 78 помешкань (103/км²).
Расовий склад населення:
| - 99,3 % — білих - 0,7 % — чорних або афроамериканців |

До двох чи більше рас належало 0,0 %. Частка іспаномовних становила 2,7 % від усіх жителів.
За віковим діапазоном населення розподілялося таким чином: 20,8 % — особи молодші 18 років, 61,8 % — особи у віці 18—64 років, 17,4 % — особи у віці 65 років та старші. Медіана віку мешканця становила 42,8 року. На 100 осіб жіночої статі у селищі припадало 122,4 чоловіків;  на 100 жінок у віці від 18 років та старших — 107,0 чоловіків також старших 18 років.
Середній дохід на одне домашнє господарство  становив 42 481 долар США (медіана — 43 125), а середній дохід на одну сім'ю — 48 911 долар (медіана — 50 536). За межею бідності перебувало 13,7 % осіб, у тому числі 12,8 % дітей у віці до 18 років та 15,0 % осіб у віці 65 років та старших.
Цивільне працевлаштоване населення становило 58 осіб. Основні галузі зайнятості: виробництво — 29,3 %, освіта, охорона здоров'я та соціальна допомога — 19,0 %, транспорт — 12,1 %, публічна адміністрація — 8,6 %.